# Phoma asteriscus
Phoma asteriscus är en lavart som beskrevs av Berk. 1850. Phoma asteriscus ingår i släktet Phoma, ordningen Pleosporales, klassen Dothideomycetes, divisionen sporsäcksvampar och riket svampar.   Inga underarter finns listade i Catalogue of Life.